# Uromastyx yemenensis
Espèce
Statut de conservation UICN

 NT  : Quasi menacé
Statut CITES
Uromastyx yemenensis est une espèce de sauriens de la famille des Agamidae.

## Répartition
Cette espèce se rencontre en Arabie saoudite et au Yémen.

## Étymologie
Son nom d'espèce, composé de yemen et du suffixe latin -ensis, « qui vit dans, qui habite », lui a été donné en référence au lieu de sa découverte.

## Publication originale
- Wilms & Schmitz, 2007 : A new polytypic species of the genus Uromastyx Merrem 1820 (Reptilia: Squamata: Agamidae: Leiolepidinae) from southwestern Arabia. Zootaxa, no 1394, p. 1-23.